# Абукета
Абукета (груз. აბუკეთა) — село в Грузии, на территории Кедского муниципалитета Аджарии.

## География
Село находится в юго-западной части Грузии, на левом берегу реки Аджарисцкали, на расстоянии приблизительно 7,5 километров к северо-востоку от посёлка городского типа Кеда, административного центра муниципалитета. Абсолютная высота — 344 метра над уровнем моря.

## Население
По результатам официальной переписи населения 2014 года в Абукети проживало 279 человек (138 мужчин и 141 женщина).
| Год  | Население, человек |
| ---- | ------------------ |
| 2002 | 265                |
| 2014 | ↗ 279              |